# Carl Wikström (riksdagsman)
Bengt Johan Carl Wikström (i riksdagen kallad Wikström i Trossnäs), född 5 mars 1821 i Vänersborg, död 12 december 1885 i Uppsala, var en svensk auditör och riksdagsman.
Wikström avlade 1842 examen till rättegångsverken. Han blev 1846 auskultant i Svea hovrätt och 1849 extra ordinarie notarie där. Han var 1851–1873 auditör vid Värmlands fältjägarregemente. Han var kommunalordförande samt godsägare i Trossnäs i Värmland. I riksdagen var han ledamot av andra kammaren 1870–1872, invald i Mellansysslets domsagas valkrets.